# Ватный остров
Ватный остров — один из несохранившихся островов в дельте реки Нева в Санкт-Петербурге; присоединен к Петроградскому острову. Входил в состав островного исторического района Петроградская сторона на правом берегу рукава Невы Малая Нева напротив восточной части Васильевского острова, с которым был соединён Биржевым мостом. Вместе с несколькими другими малыми островами в результате засыпки разделявших их протоков территория Ватного острова была присоединена к самому большому острову Петроградской стороны Петроградскому, который наряду с Аптекарским и более близким к Ватному Петровским образуют территориальную основу Петроградского района современного Санкт-Петербурга.

## История
До конца XIX века цепь островков между Тучковым буяном и Биржевым мостом не была урегулирована; начертания островков на картах XVIII—XIX непрерывно изменялись, территория Ватного острова оформилась лишь к 1858 году.
В 1880 году Александр II утвердил план объединения малых островков с Петроградским островом. На новой городской территории, к югу от Александровского проспекта, должны были появиться четыре квартала правильной формы. Проект реализован не был, на Ватном острове в 1896—1897 годы по проекту Р. Р. Марфельда выстроили «красные амбары» казённого винного склада и водочного завода. В. Я. Курбатов, считавший зелёные островки на Малой Неве «одним из приятнейших мест Петербурга», писал, что их «вид … испорчен деревянным Биржевым мостом и винным заводом». В 1908 году Николай II утвердил второй официальный проект расширения Петроградского острова. К 1911 году протоки между Тучковым буяном, примыкавшими к нему с востока островками и Петроградским островом были засыпаны; обособленным остался лишь Ватный остров — «крепость» казённой винной монополии.
Обширный квартал, к которому планировали присоединить и Ватный остров, должен был стать музейно-выставочным комплексом; этот проект не состоялся из-за начала Первой мировой войны. На картах времён Первой мировой войны всю новую территорию Петроградского острова занимает городской питомник; активная застройка началась здесь лишь в середине XX века.

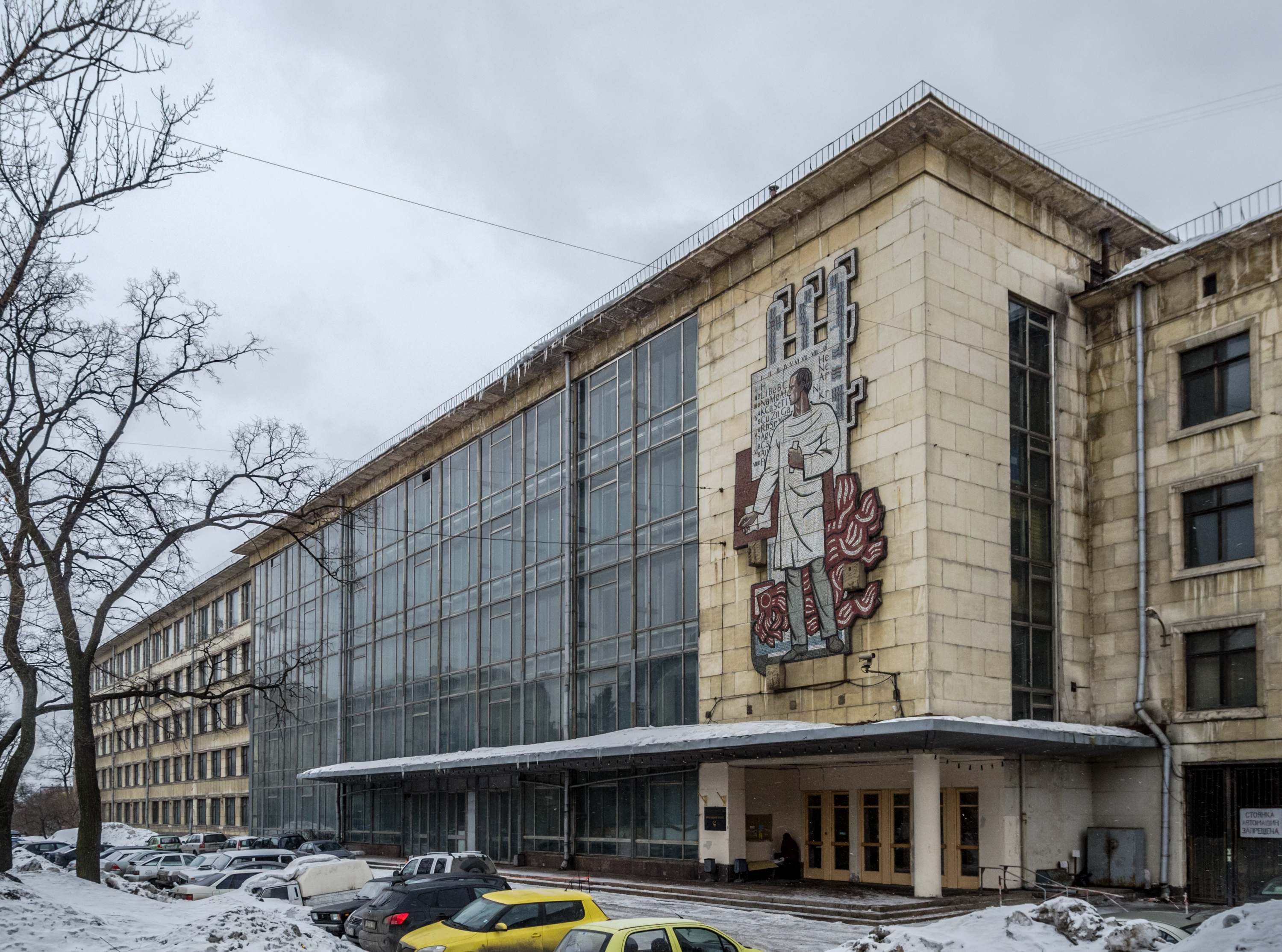
Здание института прикладной химии, снесённое в 2011—2012 годах. Фото 2008 года.

С 1919 года в зданиях бывших водочных складов Ватного острова разместился институт прикладной химии. Не позднее 1942 года канал между Ватным и Петроградским островами был засыпан; территория городского питомника по чётной стороне проспекта Добролюбова долго оставалась незастроенной. Довоенные планы о сносе промышленных корпусов и разбивке вдоль проспекта Добролюбова «зелёного луча» не состоялись. В 1958—1960 годах в восточной части бывшего питомника были выстроены новые бетонные корпуса института.

### Современность

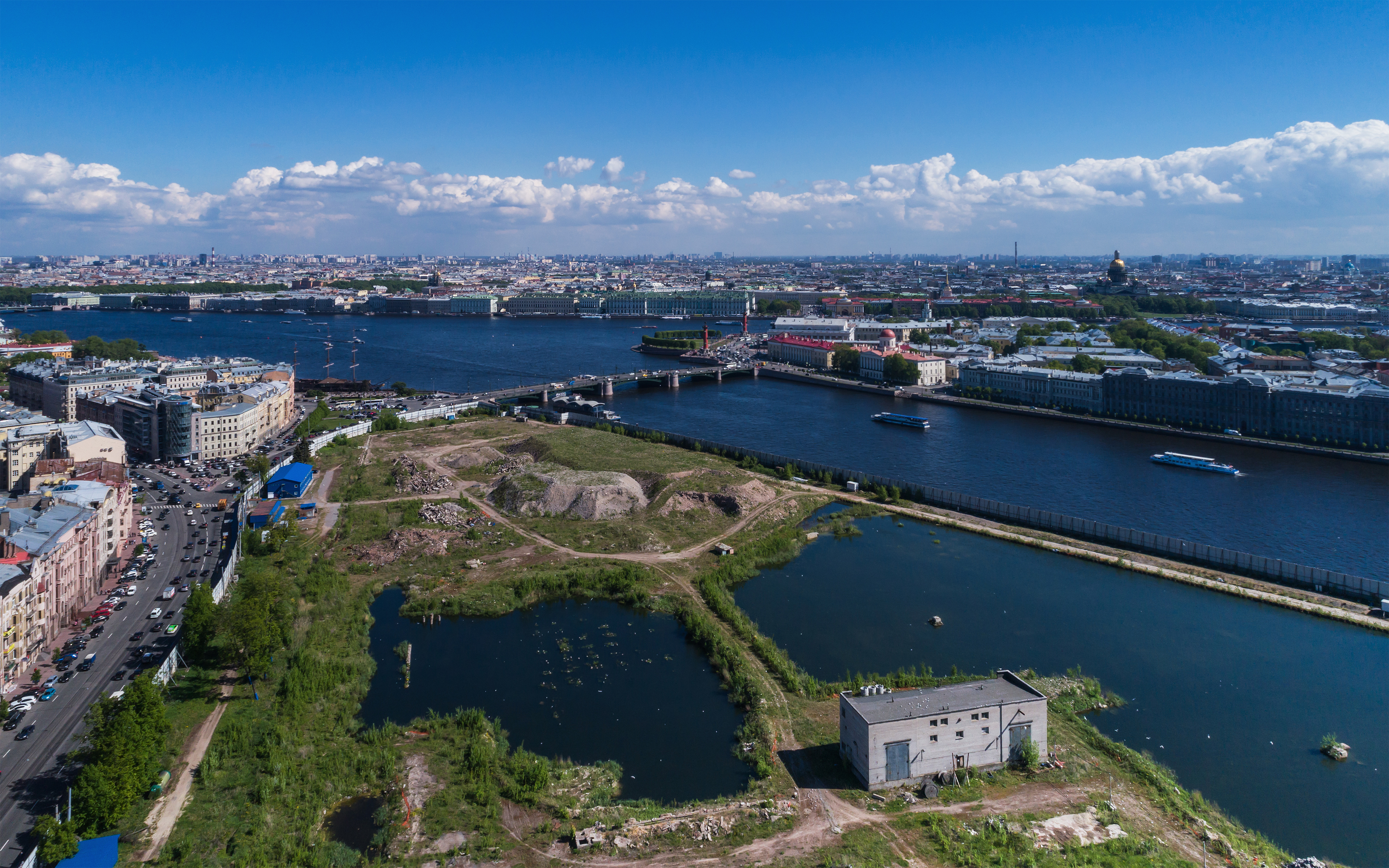
Район бывшего Ватного острова

Исторический комплекс Ватного острова был признан объектом культурного наследия лишь в 2001 году. К тому времени огороженная и заброшенная территория института перешла под контроль ВТБ, планировавшего строить на ней жилой комплекс «Набережная Европы». По проекту Е. Л. Герасимова (2009) в центре территории, по проспекту Добролюбова, должен был располагаться Дворец танца под руководством современного хореографа Б. Я. Эйфмана; вокруг него и вдоль новой пешеходной набережной Малой Невы плотно размещались восьмиэтажные жилые дома. Деловой центр квартала должны были составлять здания предполагавшихся к переводу из Москвы целью укрепления отделения судебной от других ветвей власти Верховного суда РФ и Высшего арбитражного суда РФ, но через несколько лет арбитражный вошёл в состав Верховного суда и второе здание не понадобилось. Велись архитектурные дискуссии относительно допустимого процента инновационных объемно-планировочных и фасадных решений новых зданий с функцией высших органов судебной власти в исторической части города. Конкурс выиграла архитектурная мастерская Максима Атаянца, но к началу 2020 года строительство не было начато. Шла речь и о жилье для судей.
В 2016 году продолжение переулка имени военного летчика героя Великой Отечественной войны Виктора Талалихина на участке от проспекта Добролюбова до набережной Малой Невы назвали в честь автора правовых реформ XIX века и кодификатора действовавшего законодательства улицей Сперанского.
Постройки Ватного острова дважды лишались охранного статуса, в 2009—2011 годах институт выселили в Капитолово, а в 2011—2012 годах все постройки 1890-х и 1950-х годов были снесены. Загрязнённый опасными химикатами в процессе работы ГИПХа грунт требовалось вывезти и рекультивировать территорию.
В апреле 2019 года новое руководство города в лице временно исполняющего обязанности губернатора Санкт-Петербурга Александра Беглова представило президенту Путину проект разбивки в квартале арт-парка, близкого по своей роли к парку «Зарядье» в Москве, и получило одобрение главы государства. Было объявлено, что здание Верховного суда будет построено на территории у Смольного в другом районе города, на которой планировался прошлой администрацией Санкт-Петербурга новый комплекс Музея обороны и блокады Ленинграда, которому было тесно на части его прежних площадей в Соляном городке, но принято решение расширить его на прежнем месте за счет другой организации, занимающей здание. Арт-парк включит и Дворец танца Б. Я. Эйфмана, и театрально-выставочный комплекс, и большую общественную парковку. Он будет соединен подземным переходом с Мытнинской набережной, что позволит создать единую пешеходную туристско-рекреационную зону с Петропавловской крепостью на Заячьем острове.
Летом 2020 года городские власти решили придать всей территории от Тучкова до Биржевого моста статус исторического района и название «Тучков буян». 10 января 2022 года Русская служба BBC опубликовала новость о том, что президент России Владимир Путин отменил проект создания парка «Тучков буян» и отдал зону под Судебный квартал. Позднее выяснилось, что Управление делами президента скорректировало проект парка и под его территорию осталось в 3,5 раза меньше земли — только 2,6 га, остальная земля отошла под суды и театр Эйфмана. В опубликованном в конце 2022 года Генплане развития Петербурга до 2050 года вся зона ещё размечена как рекреационная, однако фактически уже идёт строительство Судебного квартала.
В апреле 2024 года новая глава Верховного суда Ирина Подносова публично поддержала идею о переезде в Петербург, и комитет по градостроительству и архитектуре правительства Санкт-Петербурга выдал градостроительные планы на два участка в  правобережном Красногвардейском районе города возле гостиницы "Охтинская" – для строительства жилья для судей и под автомобильный транспорт. Это является первым этапом реализации проекта. Летом 2023 года на этих участках начались обязательные археологические раскопки, так как территория обоих участков частично попадает в границы объекта культурного наследия «Центральная часть города Ниена (Охта 2): культурный слой».. При раскопках была найдена булыжная мостовая.  Из того, что осталось от шведского города Ниен, археологи нашли около 50 тысяч исторических элементов, относящихся как минимум к началу XVII века, мощеные мостовые, фундамент предположительно провиантских складов. Работы завершились в декабре того же 2023г., и по их итогам мощение и фундамент законсервировали и включили в границы памятника. Как сообщили в КГИОП 11 декабря, раскопки проведены Институтом истории материальной культуры Российской академии наук. Площадь раскопа составила более 8 тысяч квадратных метров. В период с июля по ноябрь 2023 ы да были проаедены исследования культурных слоев нескольких хронологических этапов.
В июне 2024г. стоимость строительства в дополнительном соглашении к контракту увеличилась на 1,3 млрд. руб. На этот момент контрактом предусмотрено сооружение самого здания Верховного суда,  инженерно-технического блока, Судебного департамента и Дворца танца Бориса Эйфмана.
В феврале 2025г. пресса узнала, что жилье для судей в объеме 600 квартир с парковкой всё-таки официально  — в соответствии с изменениями в контракте — возводится на территории бывшего Ватного острова на пр. Добролюбова. Фактическое возведение жилья там зафиксировано журналистами в декабре 2024г., и проектировщик подтвердил проведение работ в соответствии с проектом 2017 г., который предусматривал возведение судебных зданий, жилья и Дворца танца, а не создание обширной зелёной зоны.